# Ammassalik Ø
Die Ammassalik Ø (Angmagssalik Ø) ist eine grönländische Insel im Distrikt Ammassalik in der Kommuneqarfik Sermersooq.

## Geographie
Die Ammassalik Ø liegt an der Südostküste Grönlands an der Irmingersee. Sie gehört zu den zehn größten Nebeninseln Grönlands und ist die größte Insel im Distrikt Ammassalik. Sie ist zudem die Insel mit den drittmeisten Einwohnern Grönlands. Die Insel hat eine Nord-Süd-Ausdehnung von 37,5 km und eine West-Ost-Ausdehnung von 31 km zwischen Neerernaartaajik im Westen und Suunaajik im Osten. Ihre Fläche beträgt etwa 698 oder 772 km².
Die Insel ist vom grönländischen Festland durch den Fjord Sermilik im Westen und die Meerengen Aariaa und Ikaasattivaq im Norden und Nordosten getrennt. Eine Gruppe weiterer Inseln liegt hinter dem Ammassaliip Kangertiva im Südosten.
Das Inselinnere ist geprägt von Bergland alpinen Charakters, das in einem namenlosen Gipfel im Norden 1352 m Höhe erreicht. Im südlichen Teil ist der Tasiilap Qinngivata Qaqqartivaa (Vega Fjeld) (1084 m) der dominierende Gipfel. Die größten Gletscher sind der Mittivakkat-Gletscher im Osten und ein offenziell namenloser Gletscher im Norden. Beide haben zwischen 1986 und 2011 fast 20 % ihrer Fläche verloren. Vor allem die Südostküste der Ammassalik Ø ist durch Fjorde stark gegliedert. Im Hinterland gibt es hier einige Seen, deren größter der Qortortup Imertiva (Qorlortoq Sø) ist.
Die einzige bewohnte Siedlung ist heutzutage die Stadt Tasiilaq mit rund 2000 Einwohnern im Süden der Insel. Die im Westen gelegenen Wohnplätze Akerninnaq und Pupik sind seit Mitte des 20. Jahrhunderts verlassen. Auf zwei Nebeninseln befinden sich die Anfang des 21. Jahrhunderts verlassenen Dörfer Ikkatteq im Westen und Qernertivartivit im Osten. Zwischen Akerninnaq und Ikkatteq befindet sich die Sermilik Forschungsstation im Entwässerungsbeckens des Mittivakkat-Gletschers.

## Geschichte
Jahrtausende, bevor Europäer die Ammassalik Ø „entdeckten“, war diese bereits von Menschen bewohnt. Ob diese Besiedlung kontinuierlich war, ist nicht bekannt. Archäologische Funde belegen, dass bereits um 1900 v. Chr. Paläo-Eskimos der Saqqaq-Kultur auf der Insel lebten. Auch Spuren der späteren Dorset-Kultur wurden hier gefunden. Ab dem 14. Jahrhundert wanderten Gruppen von Neo-Eskimos der Thule-Kultur in mehreren Wellen zu.
Inwiefern die Grænlendingar, die im Mittelalter in zwei Siedlungen an der Süd- und Westküste Grönlands lebten, jemals Ostgrönland betraten, ist nicht bekannt. Wahrscheinlich wurde die Insel von Europäern erstmals während der Frauenbootexpedition von 1883 bis 1885 unter dem dänischen Marineoffizier Gustav Frederik Holm betreten. Dabei wurde mit Umiaks das Kap Farvel umfahren und dann die Küste hinauf bis zum Polarkreis, wo an der Ammassalik Ø der erste Kontakt zu den dort lebenden Tunumiit hergestellt wurde. Zehn Jahre später wurde die dänische Mission in Ammassalik, heute Tasiilaq, gegründet.